# Maronicki Kościół Zwiastowania w Nazarecie
Maronicki Kościół Zwiastowania w Nazarecie – kościół maronicki położony w mieście Nazaret, na północy Izraela. Jest on pod wezwaniem Zwiastowania Pańskiego.

## Historia
Społeczność maronicka w Nazarecie istniała od 1620 roku. W 1774 roku wybudowała ona Kościół św. Antoniego, który przez długie kolejne lata wystarczał tutejszej społeczności. Współcześnie w Nazarecie żyje około 1,2 tys. maronitów. Dla ich potrzeb wybudowano na początku XXI wieku nowy kościół pod wezwaniem Zwiastowania Pańskiego.

## Opis budowli
Nowy kościół jest współczesną budowlą wybudowaną według najnowszych stylów architektonicznych. Świątynię wzniesiono z żelbetonu. Główna kopuła zwieńczona jest cebulastą kopułą. Z boku do kościoła dobudowano wieżę z dzwonami, na której szczycie umieszczono posąg Marii z Nazaretu. Wnętrze ozdobiono licznymi rzeźbami i malowidłami wykonanymi przez włoskich malarzy Tese i Lamagna.

## Turystyka
Zwiedzanie kościoła jest możliwe po wcześniejszym umówieniu się.